# Колесников, Силуан
Силуан (Силуян) Никитич Колесников (1722— 1775) — один из основателей и идеолог духоборческого верования.
Силуан Колесников родился в г. Тор (Славянск современная Украина)  происходил из казаков и проживал в селе Никольское Елисаветпольской губернии, Павлоградского уезда) на юге Слобожано-Украинской губернии.. Был первым руководителем духоборцев, с 1750 или 1755 по 1775 год возглавляя их движение. Однако сам Колесников не считал себя основателем вероучения, говоря, что «оно перешло к нему от других». Автор догмата, определявшего, что духоборство есть борьба верующих людей, в которых находится Святой Дух с «силой, взятой из тьмы», то есть насилием.
Смог объединить разнообразные православные секты с учениями протестантских сект и с сочинениями мистиков, например, в начале его проповедования большинство прихожан Силуана являлись хлыстами. Отличался широкой начитанностью, в частности был хорошо знаком с сочинениями Карла фон Эккартсгаузена и Луи Сен-Мартена.
Быстро добился популярности духоборства, привёл учение в Тамбовскую губернию. Добивался того, чтобы в вероучении сохранялась преемственность поколений, в частности после его смерти главенство сохраняли сыновья Стефан, Кирилл, Иван и Петр.

Житейская опытность его, а особенно письменность, — дело редкое у народа простого, — предупредили многих в его пользу: строгий образ его жизни внушал к нему уважение; щедрость и благотворительность его привлекали к нему сердца; природный дар говорить красноречиво и убедительно, сколько это возможно при не большой степени образования, сообщал словам его особенную убедительность. Его дом вскоре сделался как бы народным открытым училищем, в которое спешили все желавшие пользоваться его наставлениями: воскресные дни преимущественно были днями собраний, в которых он предлагал своё учение; и как он дожил до глубокой старости, то его учительство продолжалось весьма долго, а по его смерти его дети, Кирилл и Пётр, во всём ему ревновавшие, поддержали дело своего отца и далее распространяли начатое им учение.